# Maïski (Bouriatie)
Pour les articles homonymes, voir Maïski (homonymie).
Maïski (russe : Майский) est une localité rurale peu peuplée dans le raïon de Kouroumkan en république de Bouriatie. En 2017, sa population était de 959 habitants. Elle est située sur la rive gauche de la rivière Bargouzine. 
C'est dans ce village que se trouve le bâtiment central de la Réserve naturelle Djerguinski, mais la réserve elle-même se trouve à 40 km au sud. 